# The Cheetah Girls 2
The Cheetah Girls 2 er en amerikansk Disney Channel Original Movie som er opfølger (sequel) til filmen The Cheetah Girls, som er baseret på bogen Cheetah Girls – Wishing on a star, skrevet af Deborah Gregory. I The Cheetah Girls 2  er hovedpersonerne Raven Symoné, Adrienne Bailon, Kiely Williams og Sabrina Bryan.

## Handling
The cheetah er tilbage og denne gang i Spanien. Pigerne er med i en talentkonkurrence i Barcelona. Chanel er bange for at hendes mor bliver gift med Luc, og at hun skal bo i Spanien som selvfølgelig kommer til at splitte The Cheetah Girls. Galleria er den eneste der vil øve op til konkurrencen, men da hun ser at de andre er ligeglade vil hun rejse hjem.
I Barcelona har Dorinda fundet kærligheden i greven, Jaquin, som også er danser. Dorinda kommer til at misfostå noget som ender med at bryde deres forhold. Den kloge Aquanette er glad for at være i Spanien. Her møder hun den store designer Aramat og begynder at tegne skitser.

## Skuespillere
- Raven Symoné-Galleria Garabaldi også kendt som Bubbles
- Adrienne Bailon-Chanel Simmons også kendt som Chuchie
- Sabrina Bryan- Dorinda Thomas også kendt som Do
- Kiely Willians-Aquanette Walker også kendt som Aqua
- Marisol- Belinda
- Lynn Whitfield-Dorothea Garabaldi
- Juan Chioran-Francobollo Garabaldi
- Lori Anne Alter-Juanita Simmons

## Sange
| Nr. | Sang Navn             | Sang skriver                    | Sangere                  | Længde |
| 1   | The Paty's Just Begun | Matthew Gerrard og Robbie Nevil | Cheetah Girls.           | 3:10   |
| 2   | Strut                 | Jamie Houston                   | Cheetah Girls            | 3:19   |
| 3   | Dance With Me         |                                 | Marisol og Andrew        | 3:12   |
| 4   | Why Wait              |                                 | Marisol                  | 3:01   |
| 5   | A La Nanita Nana*     |                                 | Chanel og Marisol        | 3:12   |
| 5   | Do Your Own Thing     |                                 | Raven Symone             | 3:17   |
| 6   | It's Over             |                                 | Cheetah Girls            | 3:03   |
| 7   | Step Up               | Matthew Gerard and Robbie Nevil | Cheetah Girls            | 3:08   |
| 8   | Amigas Cheetahs       | Jamie Houston and Will Robinson | Cheetah Girls og Marisol | 4:06   |